# مارک اولیفانت
سر مارکوس لورنس الوین «مارک» اولیفانت (انگلیسی: Sir Marcus Laurence Elwin "Mark" Oliphant؛ زاده ۸ اکتبر ۱۹۰۱ – درگذشته ۱۴ ژوئیهٔ ۲۰۰۰) فیزیکدان بشردوست اهل استرالیا بود که نقش مهمی در مطالعات همجوشی هسته‌ای داشت.

## نگارخانه

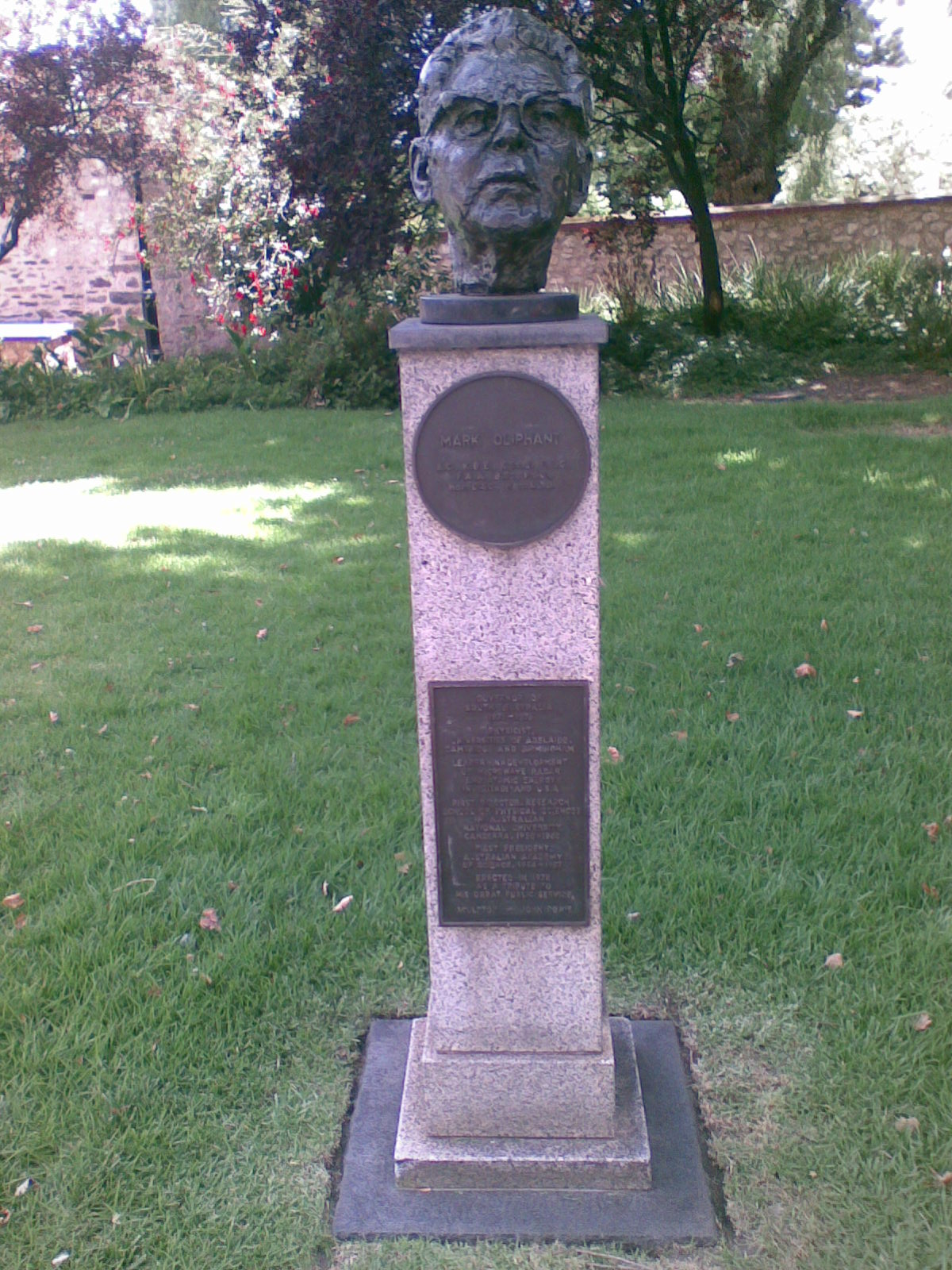
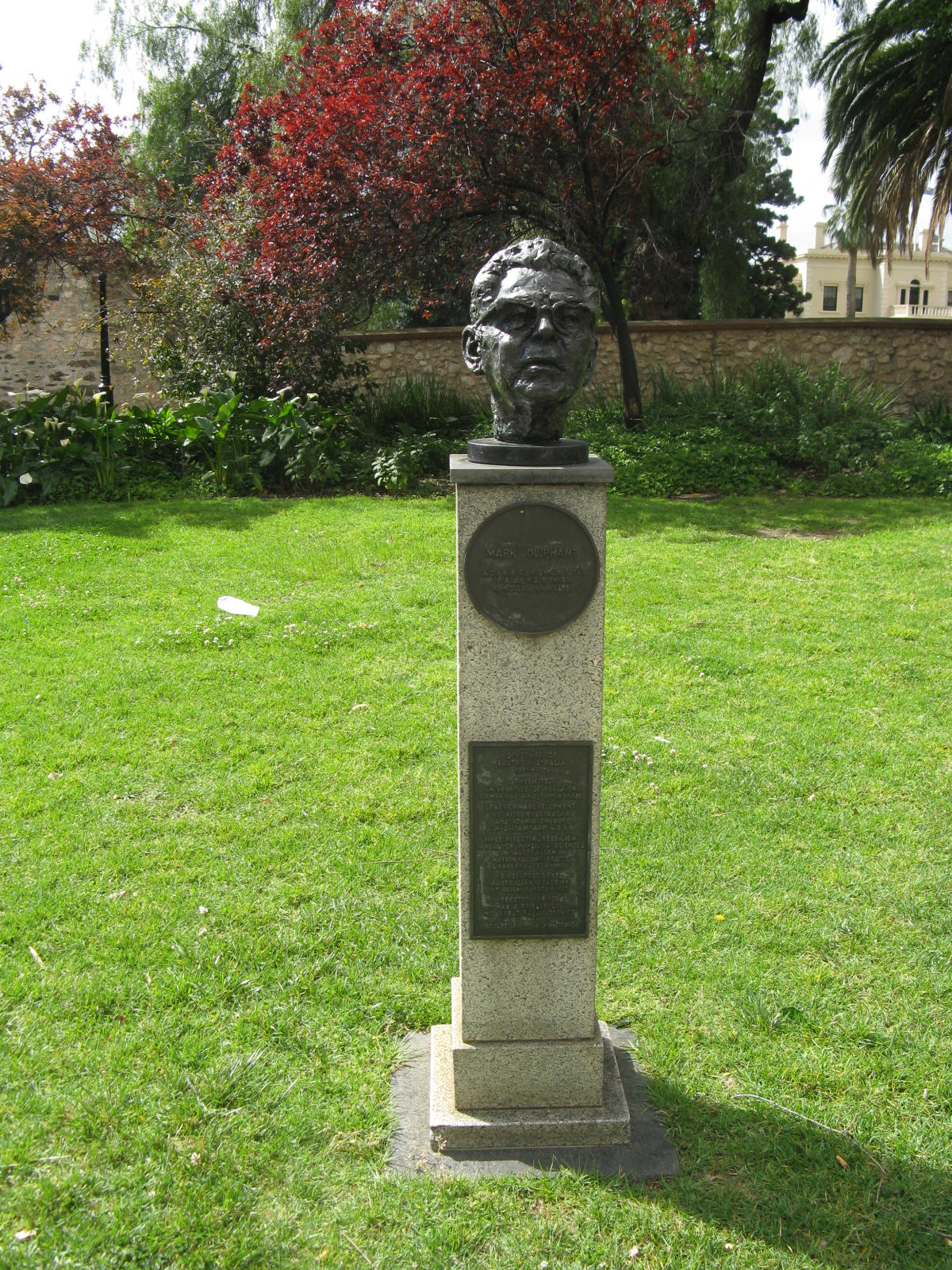
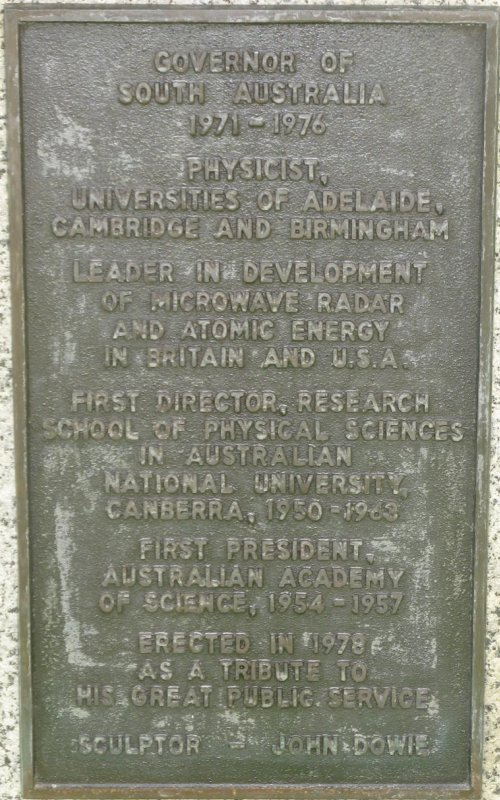
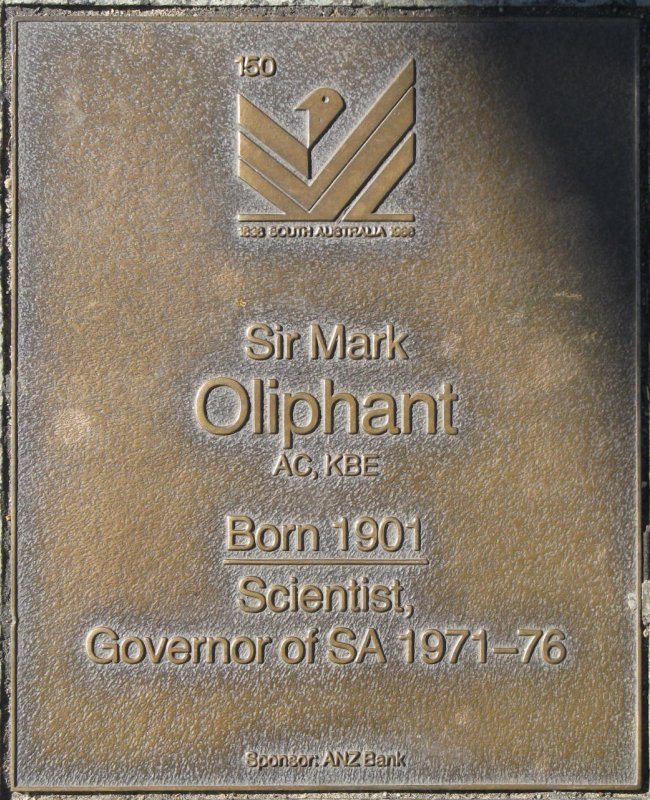